# Deserto de Tule (Nevada)
 Coordenadas : formato inválido
O Deserto de Tule é um deserto localizado na porção sudoeste do estado de Nevada, EUA. O deserto fica a nordeste das Montanhas Mormon no Condado de Lincoln, perto da fronteira com o estado de Utah.